# スター☆トゥインクルプリキュア サウンドアルバム
『スター☆トゥインクルプリキュア サウンドアルバム』は、東堂いづみ原作によるアニメシリーズ第16作『スター☆トゥインクルプリキュア』のボーカルアルバム、オリジナル・サウンドトラックシリーズ。
本項に記述されているディスコグラフィはいずれもマーベラスが発売し、販売元はソニー・ミュージックソリューションズが担当している。

## ボーカルアルバム

### イメージソングファイル
『スター☆トゥインクルプリキュア』初のボーカルアルバムで、当初は「ボーカルアルバム」の名称で7月17日に発売予定だったが、制作上の都合から発売延期となり、あわせてアルバムタイトルも変更された。
OPテーマ「キラリ☆彡スター☆トゥインクルプリキュア」のプリキュア役声優5人によるカバーバージョン、EDテーマ「パペピプ☆ロマンチック」、プリキュア役の声優や主題歌歌手によるイメージソングを含めた全9曲を収録。ジャケットイラストには、プリキュア5人がプリントされている。初回封入特典として、ジャケットサイズ・ステッカーと2019年9月28日開催予定のライブイベント「スター☆トゥインクルプリキュアLIVE2019 KIRA☆YABA!イマジネーションライブ」の先行抽選応募券が封入されている。
1. キラリ☆彡スター☆トゥインクルプリキュア（5PRECURE Ver.）
歌：キュアスター（CV：成瀬瑛美）、キュアミルキー（CV：小原好美）、キュアソレイユ（CV：安野希世乃）、キュアセレーネ（CV：小松未可子）、キュアコスモ（CV：上坂すみれ）
作詞・作曲： 藤本記子（Nostalgic Orchestra）、編曲：福富雅之（Nostalgic Orchestra）
2. イマジネーション☆ハレーション☆彡
歌：星奈ひかる（CV：成瀬瑛美）
作詞：六ツ見純代、作曲・編曲：菊谷知樹
3. ドキドキ☆La・La・Lun TOUR
歌：羽衣ララ（CV：小原好美）
作詞：大森祥子、作曲・編曲：板東邑真
4. キミのソンリッサ
歌：天宮えれな（CV：安野希世乃）
作詞：Yumino、作曲・編曲：増谷賢
5. Moonlight Signal
歌：香久矢まどか（CV：小松未可子）
作詞・作曲：rino、編曲：河合英嗣
6. Prism Rainbow Heart
歌：ユニ（CV：上坂すみれ）
作詞：大森祥子、作曲・編曲：渡辺泰司
7. パペピプ☆ロマンチック
歌：吉武千颯
作詞：高瀬愛虹、作曲：田村信二、編曲：田村信二、草野よしひろ
8. TO BE LOVE〜扉〜
歌：吉武千颯、宮本佳那子
作詞：青木久美子、作曲・編曲：おぐらあすか
9. Five Colors
歌：北川理恵、五條真由美
作詞：上田真子、作曲・編曲：隠田遼平

### ボーカルベスト
これまで発表された主題歌、挿入歌、イメージソング等を収録したベスト盤で、OPテーマのオリジナルバージョンとプリキュアバージョン、前後期EDテーマ、映画挿入歌、変身BGM「スターカラーペンダント!カラーチャージ!」の各ソロバージョンと5人バージョンに加え、オープニング担当歌手の北川理恵による新曲、ボーナストラックとして第48話で使用された「スターカラーペンダント!カラーチャージ!」のスペシャルバージョンの全14曲を収録している。
1. キラリ☆彡スター☆トゥインクルプリキュア
歌：北川理恵
作詞・作曲：藤本記子（Nostalgic Orchestra）、編曲：福富雅之（Nostalgic Orchestra）
2. パペピプ☆ロマンチック
歌：吉武千颯
作詞：高瀬愛虹、作曲：田村信二、編曲：田村信二、草野よしひろ
3. 教えて...!トゥインクル☆
歌：吉武千颯
作詞・作曲：MUTEKI DEAD SNAKE、編曲：生田真心
4. キラリ☆彡スター☆トゥインクルプリキュア（5PRECURE Ver.）
歌：キュアスター（CV：成瀬瑛美）、キュアミルキー（CV：小原好美）、キュアソレイユ（CV：安野希世乃）、キュアセレーネ（CV：小松未可子）、キュアコスモ（CV：上坂すみれ）
作詞・作曲：藤本記子（Nostalgic Orchestra）、編曲：福富雅之（Nostalgic Orchestra）
5. Twinkle Stars
歌：キュアスター（CV：成瀬瑛美）、キュアミルキー（CV：小原好美）、キュアソレイユ（CV：安野希世乃）、キュアセレーネ（CV：小松未可子）、キュアコスモ（CV：上坂すみれ）
作詞：大森祥子、作曲・編曲：高木洋
6. 星座のチカラ
歌：吉武千颯
作詞・作曲・編曲：Lantan
7. Starry Story
歌：北川理恵
作詞：藤本記子（Nostalgic Orchestra）、作曲・編曲：Lantan
8. スターカラーペンダント!カラーチャージ!（キュアスター・ヴァージョン）
歌：キュアスター（CV：成瀬瑛美）
作詞：東堂いづみ、作曲・編曲：林ゆうき
9. スターカラーペンダント!カラーチャージ!（キュアミルキー・ヴァージョン）
歌：キュアミルキー（CV：小原好美）
作詞：東堂いづみ、作曲・編曲：林ゆうき
10. スターカラーペンダント!カラーチャージ!（キュアソレイユ・ヴァージョン）
歌：キュアソレイユ（CV：安野希世乃）
作詞：東堂いづみ、作曲・編曲：林ゆうき
11. スターカラーペンダント!カラーチャージ!（キュアセレーネ・ヴァージョン）
歌：キュアセレーネ（CV：小松未可子）
作詞：東堂いづみ、作曲・編曲：林ゆうき
12. スターカラーペンダント!カラーチャージ!（キュアコスモ・ヴァージョン）
歌：キュアコスモ（CV：上坂すみれ）
作詞：東堂いづみ、作曲・編曲：林ゆうき
13. スターカラーペンダント!カラーチャージ!（クインテット・ヴァージョン）
歌：キュアスター（CV：成瀬瑛美）、キュアミルキー（CV：小原好美）、キュアソレイユ（CV：安野希世乃）、キュアセレーネ（CV：小松未可子）、キュアコスモ（CV：上坂すみれ）
作詞：東堂いづみ、作曲・編曲：林ゆうき
14. スターカラーペンダント!カラーチャージ!（スペシャル・ヴァージョン、ボーナストラック）
歌：キュアスター（CV：成瀬瑛美）、キュアミルキー（CV：小原好美）、キュアソレイユ（CV：安野希世乃）、キュアセレーネ（CV：小松未可子）、キュアコスモ（CV：上坂すみれ）
作詞：東堂いづみ、作曲・編曲：林ゆうき

## オリジナル・サウンドトラック

### テレビシリーズ1
ABCテレビ・テレビ朝日系放送テレビアニメ『スター☆トゥインクルプリキュア』のオリジナル・サウンドトラック第1弾。
収録されている全31曲のBGMは林ゆうきと橘麻美が制作を担当。また、主題歌の「キラリ☆彡スター☆トゥインクルプリキュア」「パペピプ☆ロマンチック」両曲のテレビサイズ・バージョン、ボーナストラックとして変身BGM「スターカラーペンダント!カラーチャージ!」のインストゥルメンタルバージョンと各キャラクターソロバージョン4曲を収録。初回限定封入特典としてジャケットサイズ・ステッカーが同梱された。ジャケットイラストには初期4人のプリキュアがプリントされている。
1. 天の光はすべて星
2. キラリ☆彡スター☆トゥインクルプリキュア (TVサイズ)
3. サブタイトル
4. 宇宙に描くイマジネーション
5. スターカラーペンダント!カラーチャージ!
6. 天翔るプリキュア
7. 宇宙のかなたに何がある?
8. キラやば～☆
9. ヘンテコ宇宙人
10. はるかなる大宇宙
11. フワのテーマ
12. ひみつでプルンス
13. ノットレイダー暗躍す
14. トゥインクル☆キャッチ
15. きらめく星空界
16. 宇宙はワンダーランド
17. スターパレス
18. スタープリンセスの奇跡
19. トゥインクル☆キャッチII
20. 星空ティータイム
21. 太陽みたいな笑顔
22. 月影メランコリック
23. なぞ? ナゾ!? ミステリー
24. 宇宙怪盗ブルーキャット現る
25. ノットレイダーの挑戦
26. ノットリガー出現
27. コズミック・バトル
28. ともに輝く星座のように
29. プリキュア・サザンクロスショット!
30. 遊星から愛をこめて
31. めでたしめでたしルン
32. パペピプ☆ロマンチック (TVサイズ)
33. 次回もキラやば〜☆
34. スターカラーペンダント!カラーチャージ! (インストゥルメンタル) (ボーナストラック)
35. スターカラーペンダント!カラーチャージ! (キュアスター・ヴァージョン) (ボーナストラック)
36. スターカラーペンダント!カラーチャージ! (キュアミルキー・ヴァージョン) (ボーナストラック)
37. スターカラーペンダント!カラーチャージ! (キュアソレイユ・ヴァージョン) (ボーナストラック)
38. スターカラーペンダント!カラーチャージ! (キュアセレーネ・ヴァージョン) (ボーナストラック)

### 映画サウンドトラック
2019年10月19日公開の劇場版『映画 スター☆トゥインクルプリキュア 星のうたに想いをこめて』のオリジナル・サウンドトラック。収録されているBGMは一部を除き林ゆうきと橘麻美が制作を担当。これに加え主題歌・挿入歌の映画サイズ版、高木洋による挿入歌「Twinkle Stars」の一節を用いた「ながれぼしのうた」のオルゴールバージョンを収録している。初回限定封入特典としてジャケットサイズ・ステッカーが同梱される。
1. 映画館はワンダーランド
2. ながれぼしのうた（オルゴール）
3. キラリ☆彡スター☆トゥインクルプリキュア (映画サイズ)
4. 逮捕であります!
5. おなかすいたルン
6. 不思議なコンペイトウ
7. めんそーれ沖縄
8. 迷い星
9. ララ、怒る
10. 心にふれてみたら
11. 南国のひととき
12. 世界の不思議スポットへGO!
13. 巨大宇宙船の影
14. ハンター襲来
15. スターカラーペンダント!カラーチャージ!（クインテット・ヴァージョン）
16. 強敵・宇宙ハンター
17. 宇宙ハンターとの激闘
18. 文句があるなら止めてみな
19. 星座のチカラ(short version)
20. ララ、切なくて
21. オレは好きにするぜ
22. 大暴走
23. 一番大切なのは…
24. 星の中へ
25. Twinkle Stars（TVサイズ）
26. 夢をみる星
27. Twinkle Stars (映画エンディング主題歌version)

### テレビシリーズ2
ABCテレビ・テレビ朝日系放送テレビアニメ『スター☆トゥインクルプリキュア』のオリジナル・サウンドトラック第2弾。
収録されている全32曲のBGMは林ゆうきと橘麻美が制作を担当。また、主題歌の「キラリ☆彡スター☆トゥインクルプリキュア」「教えて...!トゥインクル☆」両曲のテレビサイズ・バージョン、挿入歌「コズミック☆ミステリー☆ガール」の別バージョン、変身BGM「スターカラーペンダント!カラーチャージ!」の5人変身バージョン・キュアコスモバージョン・インストゥルメンタルのショートサイズバージョンも収録されている。初回限定封入特典としてジャケットサイズ・ステッカーが同梱された。ジャケットイラストにはトゥインクルスタイルの5人のプリキュアがプリントされている。
1. スターカラーペンダント!カラーチャージ!（キュアコスモ・ヴァージョン）
2. プリキュア・レインボースプラッシュ!
3. キラリ☆彡スター☆トゥインクルプリキュア（TVサイズ）
4. 宇宙航路異状なし
5. 不思議な力だフワ
6. ララの里帰り
7. 惑星サマーンの憂鬱
8. 星空連合の使命
9. 対立する正義
10. ダークネスト
11. 宇宙を絶望に染めよ
12. 灼熱の攻防
13. 悲劇の星
14. コズミック☆ミステリー☆ガール（氷柱ヴァージョン）
15. 星に想いを
16. 星空ティータイム（ギター&ヴァイオリン・ヴァージョン）
17. 宇宙は大混乱
18. オヨ〜
19. 観星町星まつり
20. この胸に星は輝く（ピアノ・ソロ・ヴァージョン）
21. トゥインクル・イマジネーション
22. 星を追われし者
23. 消えた星座からの挑戦
24. 激突!大宇宙
25. 大いなる闇
26. 闇に沈む心
27. 滅びに立ち向かう戦士たち
28. スターカラーペンダント!カラーチャージ!（クインテット・ヴァージョン）
29. プリキュア・流星のごとく
30. プリキュア・スタートゥインクル・イマジネーション!
31. ずっと忘れない
32. この胸に星は輝く
33. 宇宙に架ける虹
34. 教えて...!トゥインクル☆（TVサイズ）
35. スターカラーペンダント!カラーチャージ!（インストゥルメンタル・ショートサイズ、ボーナストラック）